# Гамбурд, Мириам Моисеевна
Мириам Моисеевна Гамбурд (род. 1947, Кишинёв, Молдавская ССР, СССР) — израильский скульптор и график, прозаик. Дочь молдавских художников Моисея Ефимовича Гамбурда (1903—1954) и Евгении Яковлевны Гамбурд (урождённая Гольденберг, 1913—1956). Член Союза художников СССР (1971).
После смерти родителей воспитывалась бабушкой по материнской линии. Окончила факультет монументального искусства Ленинградского Высшего промышленно-художественного училища им. В. И. Мухиной (1970). С 1977 года живёт в Израиле (Тель-Авив и Яффа).
Автор сборника рассказов «Двухфигурная обнаженка» (2001), рассказы и эссеистика М. Гамбурд публиковались в периодических изданиях России и Израиля. На иврите и английском языке также вышел подготовленный М. Гамбурд альбом «Эротика в Талмуде и мидрашах» (в переводе её дочери — Юдит Циммерман).
Доцент Академии искусств «Бецалель» (Иерусалим).

## Публикации
- Miriam Gamburd. «Centaurs» (альбом, на иврите и английском языках). — Тель-Авив, 1992[4].
- Мириам Гамбурд. «Двухфигурная обнаженка» (рассказы). — Тель-Авив: Иврус, 2001.
- Мириам Гамбурд. Йецер ха-ра тов меод — Грех прекрасен содержанием (на иврите и русском языке). Альбом. — Тель-Авив, 2010. — 220 с.[5]
- Мириам Гамбурд. Гаргулья. — СПб.: Издательство журнала «Звезда», 2020[6].